# Citationstegn
Citationstegn (også kaldet gåseøjne, anførselstegn eller repliktegn) bruges i skrift som tegnsætning til at markere citater, tale eller udtryk.
Citationstegn anvendes også, når der er ord, udtalelser eller udtryk, hvis betydning man ikke tror på eller mener er misvisende.

## Stavning
Stavemåden anførelsestegn var optaget til og med 3. udgave af Retskrivningsordbogen, men denne variant udgik i 4. udgave fra 2012 hvor "anførselstegn" blev den eneste korrekte stavemåde for ordet. "Anførelsestegn" findes fortsat i Den Danske Ordbog markeret som en "nu uofficiel form".

## Brug
På it-området anvendes tegnene i forbindelse med programmering i flere forskellige betydninger, dog oftest til at angive tekststrenge.

Dansk Sprognævn opfatter anførselstegnenes udform som et primært typografisk spørgsmål, og anfører i retskrivningsreglerne §58 følgende:
Anførselstegn kaldes også citationstegn eller gåseøjne. Der er bl.a. følgende anførselstegn: »…«, ”…”, ›…‹, ’…’. […] Anførselstegnenes form er primært et typografisk spørgsmål. Det er således ikke afgørende om anførselstegnene er dobbelte eller enkelte […], om de er placeret oppe eller nede, eller om de vender opad eller nedad. Hovedsagen er at de har en form der tydeligt adskiller dem fra andre tegn i teksten, og at man i øvrigt bruger samme type anførselstegn i hele teksten.

Man kan bruge anførselstegn for at vise at man bruger ord eller sætninger som er hentet ud af andre tekster og sammenhænge (citater).
Dansk typografisk tradition foreskriver at man anvender hhv. »…« og ›…‹ eller „…“ og ‚…‘. Men med udbredelsen af skrivemaskinen og senere computeren benyttes ofte kun streg-tegn (' eller "), mens citat-vinkler og buede citationstegn bruges i bog- og avistryk. Nyere tekstbehandlingsprogrammer kan dog autokorrigere "…" til krøllede citationstegn, oftest[kilde mangler] dog efter engelsk standard (“ ”).
Længdeenheden inch forkortes med dobbelt primtegn (″), og ikke som mange tror med citationstegn (")[kilde mangler]. Primtegn er dog sjældent direkte tilgængelige på almindelige tastaturer.

## Replikker
Her er nogle eksempler på, hvordan citationstegn kan anvendes (eller udelades), når direkte tale citeres (replikker):
»Jeg mener ikke, at det er en god beslutning,« sagde N.N.
– Jeg mener ikke, at det er en god beslutning, sagde N.N.
»Jeg mener ikke, at det er en god beslutning,« sagde N.N. og fortsatte: »det vil jeg fortælle ministeren.«
»Det er en god beslutning,« mente N.N., »som jeg vil fortælle ministeren.«
– Det er en god beslutning, mente N.N., som jeg vil fortælle ministeren.

## Citater
Ved citater af bogtitler kan citationstegn fx bruges således:
Udtrykket er hentet fra Politikens Rimordbog.
Udtrykket er hentet fra »Politikens Rimordbog«.
Bogen ›Politikens Rimordbog‹ er udkommet i flere oplag.
Bogen „Politikens Rimordbog“ er udkommet i flere oplag.

## Udtryk
I udtryk og ordforklaringer kan citationstegn fx bruges på denne måde:
Ordet 'citat' kommer fra latin og betyder 'at fremdrage'.
Ordet "citat" kommer fra latin og betyder "at fremdrage".
Ordet 'bjørnetjeneste' er tvetydigt.
Ordet "bjørnetjeneste" er tvetydigt.

## Citationstegnenes grupperinger
Citationstegn kan opdeles i fem hovedgrupper:
- enkelttegn.
- dobbelttegn.
- enkelt-vinkler.
- dobbelt-vinkler.
- talestreger (replikstreger).

De buede citationstegn, der ligner omvendte eller retvendte kommaer, kaldes også 6 (seks) eller 9 (ni), fordi de ligner de små tal, med tallenes cirkler udfyldte.[kilde mangler]
Citationstegn bruges forskelligt i de enkelte lande.

## Tabel over de forskellige citationstegn
|            | Navn                          | Dobbelte | Enkelte | Udformning                                                          | Bemærkning                                                                  |
| ---------- | ----------------------------- | -------- | ------- | ------------------------------------------------------------------- | --------------------------------------------------------------------------- |
| Kommaform  | Skrivemaskineform             | "…"      | '…'     | lige komma oppe; lige komma oppe                                    | Bruges især på computer og skrivemaskine, men er ikke typografisk velanset. |
| Kommaform  | Danske, tyske                 | „…“      | ‚…‘     | 9-komma nede; 6-komma oppe                                          | Dansk typografisk standard. Bruges især i skønlitteratur.                   |
| Kommaform  | Angelsaksiske                 | “…”      | ‘…’     | 6-komma oppe; 9-komma oppe                                          |                                                                             |
| Kommaform  | Svenske, finske               | ”…”      | ’…’     | 9-komma oppe; 9-komma oppe                                          |                                                                             |
| Kommaform  | Polske                        | „…”      | ‚…’     | 9-komma nede; 9-komma oppe                                          |                                                                             |
| Vinkelform | Danske                        | »…«      | ›…‹     | højrepil; venstrepil                                                | Dansk typografisk standard. Bruges især i faglitteratur.                    |
| Vinkelform | Franske                       | « … »    | ‹ … ›   | venstrepil; højrepil (bemærk: mellemrum mellem tegn og det anførte) |                                                                             |
| Vinkelform | Norske, schweiziske, russiske | «…»      | ‹…›     | venstrepil; højrepil (bemærk: intet mellemrum som på fransk)        |                                                                             |
| Vinkelform | Svenske, finske               | »…»      | ›…›     | højrepil; højrepil                                                  | Sjældent anvendt                                                            |

## Særlige citationstegn på et computertastatur
Sædvanlige computertastaturer har normalt ikke taster, der direkte kan skrive de særlige danske citationstegn. I stedet kan man skrive dem via særlige tastekombinationer:
|                                     |   | Macintosh tastekombination | Windows Alt-koder        | Linux (X)                  | Unicode point | HTML entity | HTML decimal |
| ----------------------------------- | - | -------------------------- | ------------------------ | -------------------------- | ------------- | ----------- | ------------ |
| Begyndende dobbelt citationstegn    | „ |                            | Alt+0132 (on number pad) | Compose+>+" eller Alt Gr+V | U+201E        | &bdquo;     | &#8222;      |
| Afsluttende dobbelt citationstegn   | “ | ⌥ Opt+[                    | Alt+0147 (on number pad) | Compose+<+" eller Alt Gr+B | U+201C        | &ldquo;     | &#8220;      |
| Begyndende dobbel citations-vinkel  | » | ⌥ Opt+H                    | Alt+175                  | Alt Gr+X                   | U+00BB        | &raquo;     | &#187;       |
| Afsluttende dobbel citations-vinkel | « | ⌥ Opt+⇧ Shift+H            | Alt+174                  | Alt Gr+Z                   | U+00AB        | &laquo;     | &#171;       |
| Begyndende enkelt citations-vinkel  | › | ⌥ Opt+J                    | Alt+0155                 | Alt Gr+⇧ Shift+X           |               | &rsaquo;    |              |
| Afsluttende enkel citations-vinkel  | ‹ | ⌥ Opt+⇧ Shift+J            | Alt+0139                 | Alt Gr+⇧ Shift+Z           |               | &lsaquo;    |              |